# نيو سوبر ماريو برذرز
الإخوة سوبر ماريو الجدد (بالإنجليزية: New Super Mario Bros. - نيوه سوبر ماريو برذرز؛ باليابانية: New スーパーマリオブラザーズ) هي لعبة فيديو على نظام النينتندو دي إس المحمول من نوع القفز على المنصة تمرير جانبي من تطوير ونشر شركة نينتندو. أطلقة اللعبة في أمريكا الشمالية واليابان في مايو 2006 وأطلقة في أستراليا وأوروبا في يونيو 2006. هذه اللعبة هي أول لعبة أصلية لماريو من نوع القفز على المنصة ثنائي الأبعاد منذ إطلاق لعبة سوبر ماريو لاند 2: 6 غولدن كوينز في 1992.
قصة اللعبة هي مماثلة لألعاب « سوبر ماريو » التمريرية الجانبية الأخرى. لعبة نيوه سوبر ماريو برذرز تتبع الشخصية الرئيسية ماريو وهو يحارب بين أتباع باوزر في طريقه لإنقاذ الأميرة بيتش. لدى ماريو الكثير من القوات الناشئة التي سوف تساعده في استكمال بحثه، مثل السوبر فطر (Super Mushroom)، والزهرة النارية (Fire Flower)، ونجمة القوة(Invincibility Star)، وكل من هذه القوات تمنح ماريو قدرات فريدة. أثناء التجول في العوالم الثمانية والذي لكل منها عشر مستويات، ماريو يجب أن يهزم كل من باوزر وابنه الصغير باوزر جونيور قبل إنقاذ الأميرة بيتش في النهاية.

## طريقة اللعب
بينما تُرى نيو سوبر ماريو برذرز أنها ثنائية الأبعاد، هناك بعض الشخصيات ثلاثية الأبعاد متعددة الأضلاع موضوعة على خلفيات ثنائية الأبعاد، ليعطي تأثير ثنائي الأبعاد يحاكي رسومات ثلاثية الأبعاد. يمكن للاعب أن يلعب بماريو أو أخوه لويجي. يستطيع ماريو (أو لويجي) جمع العملات والقفز على الأعداء وكسر وفتح الصناديق.
هناك 80 مستوى في ثمانية عوالم، تظهر هذه العوالم في الخريطة في شاشة اللمس السفلية في النينتندو دي إس. العالم المختار من قبل العالم يظهر مساره في الشاشة العليا. العوالم السرية تحتاج إلى الفوز بأشياء معينة لفتحها، مثل الفوز على مستوى رئيس بالفطر الصغير. هدف كل مستوى هو الوصول إلى العلم الأسود في نهاية المستوى. في نهاية كل عالم، يجب أن يُهزم رئيس، قبل فتح العالم الذي بعده.
في كل مستوى هناك ثلاث عملات نجوم مخفية، بالحصول عليها يمكن لماريو الدخول لمنازل تاود والحصول على معدات أو حيوات. يمكن لماريو ايضاً باستخدام هذه العملات فتح خلفيات خاصة وممرات خاصة في خريطة العوالم. وبفتح هذه الممرات بدفع العملات المطلوبة على لاقتة قريبة يمكن للاعب حفظ تقدمه في اللعبة.
هناك ست قوى متاحة في اللعبة، وتسمح اللعبة بتخزين قوة إذا كان اللاعب أصلاً يستخدم قوة، وهي ميزة محمولة من سوبر ماريو وورلد. الفطر الخارق يعطي حجماً أكبر لماريو، الزهرة النارية تسمح لماريو قذف النار على الأعداء، ونجمة الرجل تجعل ماريو لا يُقهر مؤقتاً، وتُسرع أيضاً من سرعة ماريو وتعطيه قفزاً أعلى. ثلاثة قوى أيضاً موجودة في نيو سوبر ماريو برذرز هي:
- صدفة كوبا الزرقاء تسمح لماريو الاختباء فيها كالسلاحف، ويمكنه الجري بها ثم يدخل فيها بسرعة وتنزلق وتُذي الأعداء، وتجعله أيضاً يسبح أسرع.
- الفطر الضخم (ميغا مشروم): تعطي ماريو حجم كبير جداً لمدة قصيرة وتجعله لايُقهر ويدمر الكثير من الأعداء (إلا الرئيس) بل ويدمر كل شيء أمامه وإذا وصل لنهاية المستوى وهو على هذه الحال يمكنه ركل سارية العلم.
- الفطر المصغر: تعطي ماريو حجماً صغيراً جداً ويمكنه الجري على الماء ويمكنه القفز عالياً والدخول في الأنابيب الصغيرة.

## الرواية
يظهر في بداية اللعبة الأميرة بيتش وماريو يمشيان معاً، حتى ضرب البرق قصر الأميرة بيتش، فيذهب ماريو للمساعدة، ويستغل باوزر الإبن ابتعاد ماريو عن الأميرة فيخطفها. أدرك ماريو ماحدث واندفع بسرعة واستعد لمطاردة باوزر الابن. يرحعل ماريو ويغامر عبر العوالم الثمانية ملاحقاً باوزر الابن لإنقاذ الأميرة المخطوفة.

## التطوير

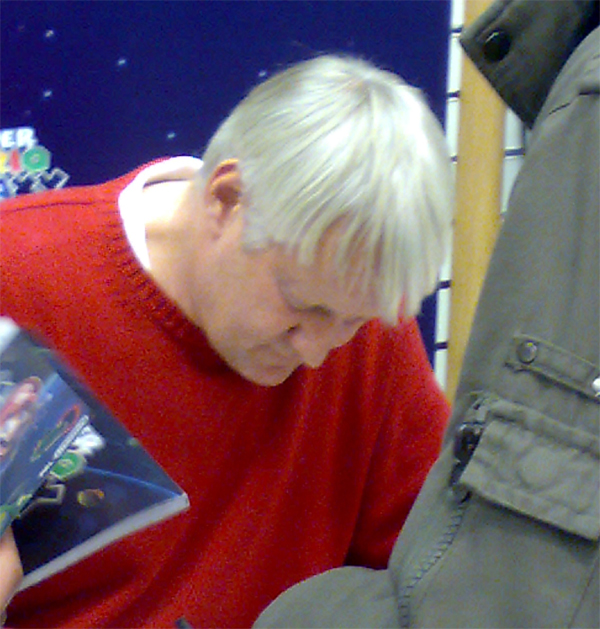
تشارلز مارتينيت

أعلنت نينتندو في 21 فبراير 2006 بعد أكثر من 20 سنة من إطلاق سوبر ماريو برذرز، أن نيو سوبر ماريو برذرز ستُطرح في الأسواق لنينتندو دي إس في 7 مايو 2006. القوى الجديدة في اللعبة أُدخلت في نفس الوقت وهي الفطر الكبير وصدفة كوبا الزرقاء. ذكرت نينتندو أن اللعبة ستكون ثنائية الأبعاد لكن ستستخدم نماذج ثلاثية الأبعاد لصنع منظر وإحساس ثنائي الأبعاد ونصف. تأجل إطلاق اللعبة حتى 21 مايو، لكن الإطلاق تقدم تاريخه مرة أخرى إلى 15 مايو، وقد خططت نينتندو أيضاً بإطلاقها في نفس وقت إطلاقها لنينتندو دي إس لايت، في 11 يونيو 2006.
نيو سوبر ماريو برذرز هي أول لعبة منصات ثنائية الأبعاد تصور ماريو منذ إطلاق لعبة سوبر ماريو لاند 2: سيكس جولدن كوينز في 1992. كُشفت اللعبة لأول مرة في 2004 في معرض الترفيه الإلكتروني، وكانت قابلة للعب هناك في 2005. أُعطي مصممي اللعبة حرية كبيرة في التصميم في نيو سوبر ماريو برذرز. بالمقارنة مع ألعاب ماريو ثنائية الأبعاد السابقة، الشخصيات و الخصوم والأشياء صار تصميمها مفصل وفيه حيوية أكثر، دون الحاجة إلى أنهم مصممين باليد. لتجهيز البيانات المرئية، جعل المطورون كاميرا اللعبة فعالة وديناميكية أكثر، فهي تكبر المشهد وتصغره حسب المواقف والأحداث في اللعبة.
تلعب الفيزياء دوراً هاماً في نيو سوبر ماريو برذرز، فهي تحسن ميكانيكية اللعبة. بدون القيود القاسية لتصوير الأشباح والخلفيات على المصممين، كان المصممون حرين للبحث عن ميكانيكيات لعب جديدة، مثلاً إذا هبط ماريو على شجرة فإن الشجرة تتمايل وتتأرجح وقد تسقط إذا وقف عليها طويلاً. يمكن لماريو أيضاً التعلق بالحبال، والمشي على الأسلاك القابلة للثني.
خطط المطورون في التطوير المبكر للعبة عدم استخدام الأصوات التمثيلية للبقاء صادقين في نشاط سوبر ماريو برذرز السابقة. لكن الأصوات التمثيلية وضعها المطورون لاحقاً مقررين بأنها ستخدم اللعبة بأشياء إيجابية.

## الاقبال

### المبيعات
أُطلقت نيو سوبر ماريو برذرز بواسطة نينتندو في أمريكا الشمالية في 15 مايو 2006، وفي اليابان في 25 مايو 2006 وفي أستراليا في 8 يونيو 2006، وفي أوروبا في 30 يونيو 2006. لم تذكر نينتندو لِِِِِِِمَ أجلت إطلاق اللعبة في منزلها التسويقي في اليابان بعشرة أيام بعد وقت إطلاقها الأصلي، لكن علق موقع جيم سبوت على هذا بأنه «يقف على سبب أن الشركة ببساطة احتاجة المزيد من الأيام لبناء قائمة الجرد». عموماً، أُعطيت اللعبة آراءً مرضية، مستقبلة نتيجة 89% من موقع ميتاكريتيك.